# Дам'ян де Вестер
Дам'ян Йосиф де Вестер (нід. Damiaan de Veuster SSCC, уроджений Jozef de Veuster; 3 січня 1840, Тремело, Бельгія, Фландрія — 15 квітня 1889, острів Молокаї, Гаваї) — святий католицької церкви, член чоловічої монашої конгрегації Святійших Сердець Ісуса і Марії, священник, місіонер. Відомий як «отець Даміан прокажених», «Апостол прокажених». Вшановується у Римсько-католицькій церкві як покровитель хворих проказою, СНІДом, вигнанців.

## Біографія
Народився 3 січня 1840 року в Бельгії, в сім'ї успішних землеробів. У 19 років став членом організації Святіших Сердець Ісуса і Марії. Прийняв чернече ім'я Дам'ян. У 1863 р. вирушив на Гаваї місіонером. Зголосився стати одним з місіонерів на острові Молокаї, який був резервацією для прокажених. Залишився там назавжди. Прибувши на острів у 1873 році, він також заразився і 15 квітня 1889 року помер. Його мощі перевезені до Лувена у Бельгії та складені у крипті храму Святіших Сердець Ісуса і Марії.